# Gilbert Lely
Pour les articles homonymes, voir Lely.
 (décembre 2020).
Gilbert Lely, né Lévy le 1er juin 1904 à Paris XIIe et mort le 4 juin 1985 à son domicile à Paris XVIIe, est un poète français.

## Vie et œuvre
Après une enfance marquée par « la solitude et le manque d'affection », il se passionne pour la littérature grecque et latine, et est tenté par le théâtre, avant de travailler dans l'édition d'art. Ses premiers poèmes sont marqués par une tonalité parnassienne. En 1933, il devient responsable de rédaction de la toute jeune revue Hippocrate revue d'humanisme médical.
Protéiforme, son œuvre présente des libres traductions poétiques (Les Métamorphoses, 1930 ; La Folie Tristan, 1954), des poèmes dramatiques (Solomonie la Possédée, 1979) et des recueils divers (L’Épouse infidèle, 1966).
Yves Bonnefoy mentionne le côté « intemporel » de sa poésie et l'intérêt aiguisé de Lely pour le langage, sa relation particulière au langage, avec « un emploi rigoureux des mots, mené dans le scrupule le plus tendu mais avec des intuitions brusques, des intuitions fulgurantes », étant entendu que selon lui, « l'écriture de poésie est l'intensification réciproque de la réalité que l'on vit et de la langue qui l'interroge ». Yves Bonnefoy lit dans cette tension entre vécu et langage un « grand cri de présence ».

Pour Gilbert Lely, la poésie doit « dévorer la réalité » et « sert à rendre assimilables les éléments nutritifs de la Réalité ». Ainsi, rendant hommage à son ami René Char, dans le sillage du surréalisme, il donne cette définition de la poésie ou du « seul mode magnifique de vivre » :

« Nous avons toujours pensé que ce qui peut être dit de plus philosophique sur le fourvoiement éternel de l'homme, c'est que celui-ci a horreur de l'abolition des contraires. Or, le plus fécond espoir de l'existence nous semble précisément résider en des actes où se manifeste le refus des antinomies psychiques et métaphysiques que prétendent nous imposer les lois de la famille, de la religion et de l'ordre social présent ou à venir. »

## L'éditeur et biographe du marquis de Sade
Fin connaisseur de l’histoire de la médecine, qu’il illustre dans la revue Hippocrate, et historiographe — à la suite du travail fondamental de Maurice Heine — du marquis de Sade, Gilbert Lely est également éditeur des œuvres complètes du « divin marquis » (1962-1964), dont il publie en outre la correspondance inédite.
C'est en 1942, face aux ruines du château de Lacoste, autrefois propriété de Sade, qu'il a une véritable illumination — « sa première rencontre mystique avec Sade » : l'amour de celle nommée « Josée » dans les poèmes du Château-Lyre se conjuguant soudain avec la présence de Sade et le souvenir de Maurice Heine.
En 1948, il rencontre le comte Xavier de Sade, qui lui ouvre les archives de sa famille, lui permettant ainsi d'entamer un travail d'historiographe et éditeur de Sade, qui sera poursuivi et complété, à sa manière, par Jean-Jacques Pauvert.
Il écrit Vie du marquis de Sade (1952-1957).
Il est inhumé au cimetière de Montmartre.

## Vie privée

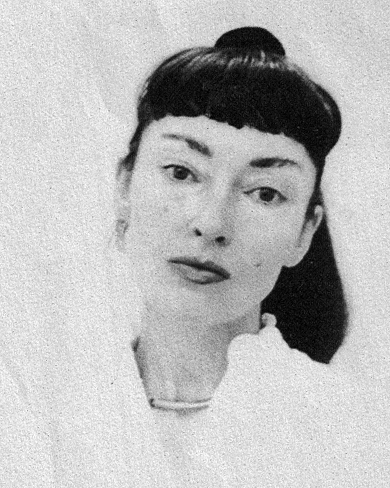
Portrait photo de Marie-Françoise Lely, en 1995.

Gilbert Lely épouse à Paris en 1979, Marie-Françoise Le Pennec, née le 18 janvier 1950.

## Postérité
Après la disparition de Gilbert Lely en 1985, fidèle à la mémoire de son mari et à la « mission » qui est la sienne, comme lui dira un jour Yves Bonnefoy, elle va s'employer à le faire vivre à travers son œuvre, d'abord par la réédition et la publication de différents ouvrages comme La vie du marquis de Sade, réédité aux Éditions du Mercure de France en 1989 puis en 2004 ; la publication en trois volumes des Poésies complètes, édition critique établie et dirigée par J-Louis Gabin au Mercure de France en 1990, 1996, 2000. Divers numéros d'hommage dans des revues, dont L'Infini en 1989, dirigée par Philippe Sollers, verront le jour.
Marie-Françoise Lely soutiendra et sera aussi à l'origine d'un certain nombre d'événements dont le principal sera le Centenaire de Gilbert Lely, en 2004.
En 1991, une soirée sera organisée au Centre Georges Pompidou, à l'initiative d'Yves Bonnefoy, dans le cadre de la Revue parlée, accompagnée d'une grande exposition intitulée Pour Gilbert Lely.
À l'occasion du Festival d'Avignon 1996, le metteur en scène Christian Rist décidera avec succès de monter cinq spectacles originaux tirés de l’œuvre de Gilbert Lely et créés spécialement à cette occasion, sous sa direction, en particulier deux pièces de théâtre : Ne tue ton père qu'à bon escient, tragédie de jeunesse, datée de 1932, saluée à l'époque par l'écrivain André Suarés et Solomonie la possédée, poème dramatique tiré du conte russe d’Alexeï Remizov ; une lecture originale, par de très jeunes gens, de La Folie Tristan, poème anglo-normand du XIIe siècle, adapté et réécrit par Lely tout au long de son existence, telle une œuvre « fétiche » ; ainsi qu'une mise en scène des Six métamorphoses d'Ovide, dans une traduction libre du latin par Gilbert Lely. Ces œuvres théâtrales, vivement saluées par la critique, seront reprises à la rentrée au Théâtre Molière à Paris.
En 2004 ont lieu des manifestations du Centenaire ; à l'Université avec un colloque  organisé par Emmanuel Rubio à la Maison de l'Amérique latine et en Sorbonne : Centre de Recherches sur le Surréalisme. (Paris 3 - CNRS, sous la direction d'Henri Béhar). Ce Centenaire sera conçu d'abord comme la recherche de lieux symboliques dans Paris et le cœur en sera une grande exposition organisée par la Bibliothèque Nationale de France, sous la direction de sabine Coron, intitulée : Hommage à Gilbert Lely - 1904-1985. Elle se tiendra à la Bibliothèque de l'Arsenal, 1 rue de Sully, Paris 4e ; lieu magnifique « chargé d'âmes » selon le mot d'André Guyaux et dont le catalogue sur la vie et l’œuvre de Lely est nourri de nombreuses photographies du poète ainsi que des fac-similés de manuscrits. 
Enfin, une soirée revue parlée, intitulée Gilbert Lely, Écrire Sade, aura lieu également à cette occasion, au Centre Pompidou.

## Publications
- Aréthuse ou élégies, Paris, Alphonse Lemerre, 1924
- Allusions ou poèmes, Paris, Librairie Crès, 1927
- Métamorphoses d'Ovide, version nouvelle de Gilbert Lely, avec seize eaux-fortes en couleurs et quarante-cinq bois gravés par A. Lambert, Paris, Devambez, 1930, gr. in-4°, 136 p.
- Ne tue ton père qu'à bon escient, tragédie, Paris, Éditions La Centaine, Jacques Bernard éditeur, 1932
- Arden, Paris, Librairie du Luxembourg, 1933
- Je ne veux pas qu'on tue cette femme, avec un frontispice de Max Ernst, Paris, Éditions Surréalistes, 1936
- La Sylphide ou l’Étoile carnivore, Paris, Éditions Le François, 1938
- Ma Civilisation clandestine, édition dactylographique, avec un frontispice et un « portrait érotique voilé » de Max Ernst et une photographie de l'auteur par Man Ray, 1942
- Ma Civilisation, illustré de dix eaux-fortes de Lucien Coutaud, Paris, Éditions Maeght, 1947 ; rééd. Paris, Jean-Jacques Pauvert, 1961 (édition définitive) ; rééd. avec un double frontispice de Jacques Hérold, Paris, Gilbert Lely, 1967.
- Vie du marquis de Sade, tome I, Paris, Gallimard, 1952- tome II, Paris, Gallimard 1957
- La Folie Tristan, poème anglo-normand du XIIe siècle traduit dans son mètre original, première version, Paris, Éditions d'Histoire et d'Art, 1954 ; deuxième version, Paris, Hugues, 1959 ; troisième version « définitive », Paris, Pauvert, 1964
- Œuvres complètes du marquis de Sade, établies sur les originaux imprimés ou manuscrits, édition définitive, avec trois cent soixante illustrations documentaires, Paris, Cercle du Livre précieux, 1962-64, 15 vol. in -8°. Tirage : 2000 ex. sur vélin d'Arches.
- L'Inceste l'été, poésie, suivie d'Observations sur le rang numérique du dernier pape Jean, avec une eau-forte originale de Jacques Hérold, Paris, chez l'auteur, 1964.
- Œuvres complètes du marquis de Sade, établies sur les originaux imprimés ou manuscrits, nouvelle édition, Paris, Cercle du Livre précieux, 1966-67, 16 tomes en 8 vol. in -8°. Tirage : 4500 ex. sur papier bible.
- L’Épouse infidèle, Paris, Jean-Jacques Pauvert, avec deux eaux-fortes de Leonor Fini, 1966
- Sade (quelques chapitres de la Vie du marquis de Sade), Paris, Gallimard, coll. « Idées », 1967
- Kidama Vivila, avec sept dessins de Júlio Pomar, Paris, La Différence 1977
- Solomonie la Possédée, poème dramatique tiré du conte de Alexeï Remizov, avec quatorze pointes sèches en couleurs de Leonor Fini, Paris, Jacques Carpentier, 1979
- Clio, Sotadès, Charcot, Losne, Thierry Bouchard, 1981
- Vie du Marquis de Sade, nouvelle édition revue et très augmentée, Paris, chez Pauvert aux Éditions Garnier, 1982 ;  éd. définitive, Paris, Mercure de France, 1989 et 2004
- Poésies complètes, texte établi et annoté par Jean-Louis Gabin, préface d'Yves Bonnefoy, 3 tomes, Paris, Mercure de France, tome I (1990), tome II (1996), tome III (2000)
- Plusieurs éditions et présentations de textes et correspondances de Sade, dont Le Portefeuille du Marquis de Sade, textes rares et précieux, Paris, La Différence, 1977 ; Lettres et Mélanges littéraires écrits à Vincennes et à La Bastille, avec des lettres de Mme de Sade, de Marie-Dorothée de Rousset et de diverses personnes, 3 tomes, Paris, Éditions Borderie, 1980